# Madsen LAR
Le Madsen  LAR était un fusil d'origine danoise chambré dans le calibre 7,62 x 51 mm OTAN. Il a été fait à partir des alliages à haute résistance légers en acier semblable à celui utilisé sur le fusil M16 et sa disposition est basée sur un certain nombre de fusils tels que le GRAM 63, RK 62, et le Galil. Le développement du Madsen  LAR a ses traces de nouveau à 1962 où les divers fabricants d'armes préférant le FN Herstal et Heckler&Koch qui produisaient FN FAL et HK G3.

## Source
- (en) Cet article est partiellement ou en totalité issu de l’article de Wikipédia en anglais intitulé « Madsen LAR » (voir la liste des auteurs).

## Photos de l'arme
- Madsen LAR at securityarms.com